# Sozialbilanz
Eine Sozialbilanz gibt Auskunft über den sozialen Nutzen und die sozialen Kosten betrieblicher Tätigkeiten. Durch die Erstellung einer Sozialbilanz wird im Gegensatz zur Wirtschaftsbilanz nicht über die ökonomischen Leistungen eines Unternehmens berichtet, sondern es kann die soziale Leistung und Verantwortung eines Unternehmens quantitativ und/oder qualitativ dokumentiert und Potenziale zur Verbesserung identifiziert werden.
Diese kann im Rahmen der Corporate Social Responsibility eines Unternehmens erstellt werden und ist somit Ausdruck einer erkannten sozialen Verantwortung des Unternehmens.

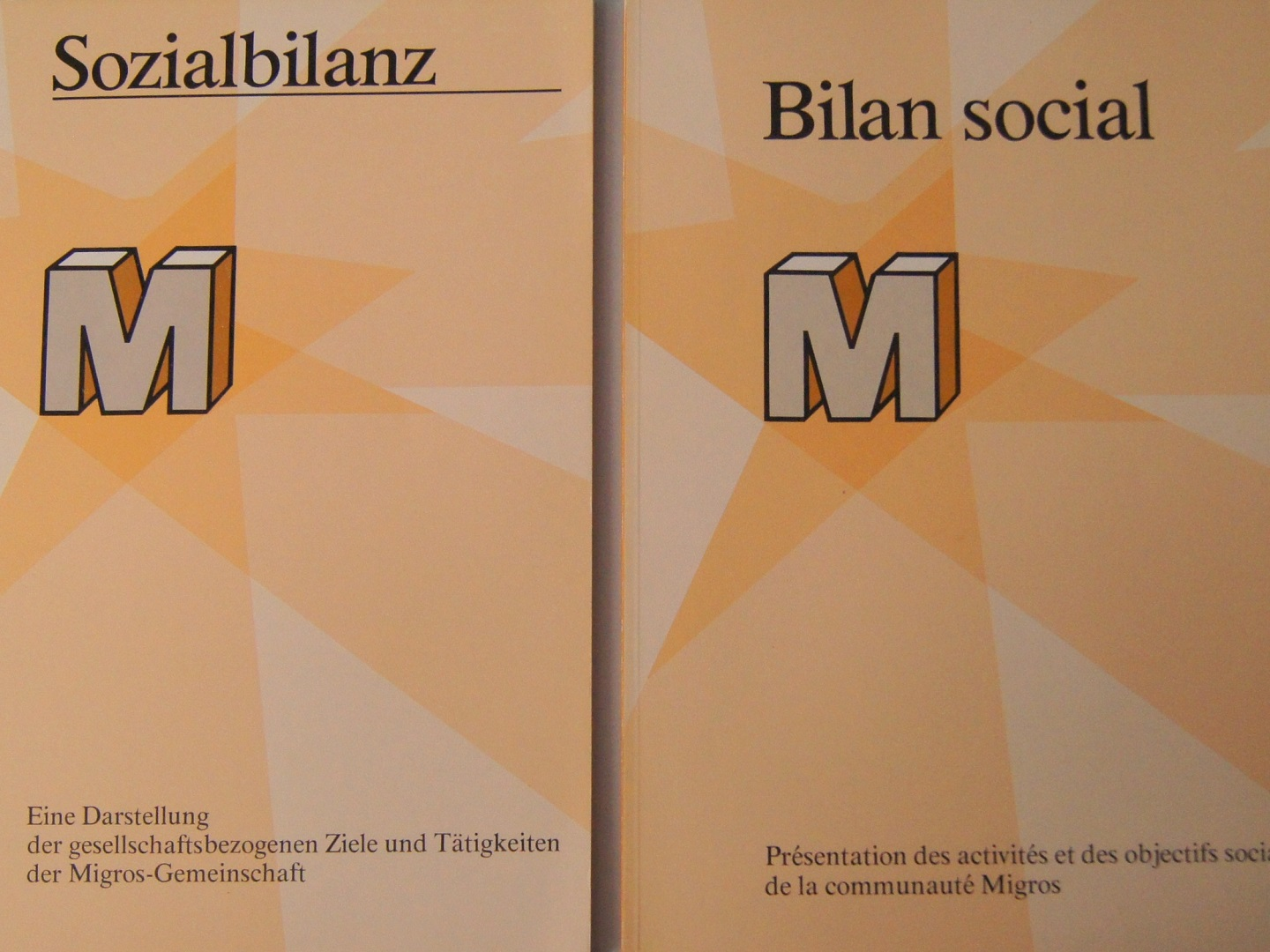
1978 veröffentlichte Migros als erstes Schweizer Unternehmen eine Sozialbilanz

## Begriffsbestimmung
Dem deutschen Begriff Sozialbilanz liegen dabei mehrere angloamerikanische Begriffe zu Grunde, z. B. Social Reporting.  In der deutschen Literatur findet man in der Regel die als Synonym verwendete Bezeichnung 'Sozialbilanzierung' (als eigentlich reines Rechenwerk), obwohl das englische Wort eher den weiter gefassten Begriff Reporting, also eine umfassende Berichterstattung, wählt. Damit geht auch ein Teil des umfassenderen Problemverständnisses mit der Übersetzung verloren. Die deutsche Literatur definiert daher auch den Begriff Sozialbilanz in der umfangreichen Variante: als eine systematische und regelmäßige Erfassung und Dokumentation der gesellschaftlich positiven und negativen Auswirkungen von Unternehmensaktivitäten.

## Inhalte und Struktur
Im Gegensatz zur herkömmlichen Bilanz sind Inhalt und Struktur der Sozialbilanz nicht gesetzlich in Deutschland geregelt. Es liegt gegenwärtig kein einheitliches Verständnis darüber vor, wie eine Sozialbilanz strukturiert sein und welche Inhalte sie grundsätzlich abdecken soll. Eine vorgeschriebene und somit einheitliche Gliederung fehlt ebenso wie eine einheitlich verwendete Terminologie. In anderen europäischen Ländern (z. B. Frankreich, Dänemark) besteht eine Veröffentlichungspflicht. Entsprechend wurden in der Vergangenheit verschiedene Ansätze entwickelt und diskutiert. Diese unterscheiden sich hinsichtlich mehrerer Kriterien, wie unter anderem:
- Zielgruppe: unternehmensintern oder unternehmensextern
- Gegenstand: Abdeckung aller sozialen Themen im Unternehmen und Unternehmensumfeld oder nur einzelner Teilbereiche
- Design: eindimensional (z. B. Darstellung nur in Währungseinheit) oder mehrdimensional (z. B. Darstellung in Form von Kennzahlen und qualitativen Beschreibungen)[2]

## Stärken und Potenziale für das Nachhaltigkeitsmanagement
Sozial
Durch die Erstellung einer Sozialbilanz ist ein Unternehmen gezwungen, sich mit seinen sozial wirksamen Aktivitäten auseinanderzusetzen. Dabei kann die Sozialbilanz gleichsam genutzt werden, um den Beitrag des Unternehmens zu sozialen Problemen als auch zu deren Lösung zu dokumentieren. Durch die umfassende und systematische Aufstellung sozial relevanter Aktivitäten können wesentliche Informationen über die Sozio-Effektivität des Unternehmens gewonnen werden. Die Veröffentlichung dieser Informationen beispielsweise im Rahmen der Nachhaltigkeitsberichterstattung trägt darüber hinaus zur Transparenz gegenüber Stakeholdern bei und kann über Stakeholder-Dialoge die Verbesserung der Sozio-Effektivität zusätzlich unterstützen.
Ökonomisch
Soziale Themen können ökonomisch wirksam für Unternehmen sein, indem sie gleichsam Risiken für den Unternehmenserfolg oder auch Chancen z. B. durch neue Geschäftsfelder darstellen. Entsprechend geht es darum, ökonomisch relevante soziale Themen zu identifizieren und im Unternehmenskontext zu managen. Eine Sozialbilanz kann eine wesentliche Grundlage hierfür bieten, wenn es gelingt, durch sie die soziale Aspekte systematisch und transparent darzustellen.

## Grenzen und Schwächen
Die Sozialbilanz hatte in den 1970er Jahren ihre Hochphase, konnte sich in der Zukunft aus verschiedenen Gründen nicht durchsetzen. Ein wesentlicher Grund für das Scheitern des Ansatzes ist die Problematik der Messbarkeit sozialer Leistung. Soziale Themen entziehen sich häufig einer geeigneten quantitativen oder gar monetären Darstellung. Während beispielsweise die monetären Kosten einer Weiterbildungsmaßnahme relativ klar gemessen werden können, ist dies hinsichtlich des Nutzens deutlich schwieriger.
Ferner besteht das Problem, dass soziale Themen zum Teil zwar durch Kennzahlen, also quantitativ, dargestellt werden können, die Kommunikation dieser Kennzahlen über die Sozialbilanz jedoch eher ein schlechtes Licht auf die Sozialleistung des Unternehmens wirft. Als Beispiele können die Anzahl der Fälle von Kinderarbeit, die Anzahl gemeldeter Fälle von sexueller Diskriminierung oder auch Anzahl der Beschwerden wegen aggressiver Werbung angeführt werden. Entsprechend waren die Anreize für Unternehmen bisher eher gering, die überwiegend quantitativ und monetär ausgerichtete Sozialbilanz einzusetzen.